# BMW M42
Il BMW M42 è un motore a scoppio a benzina per uso automobilistico prodotto dal 1989 al 1996 dalla casa automobilistica tedesca BMW.

## Descrizione

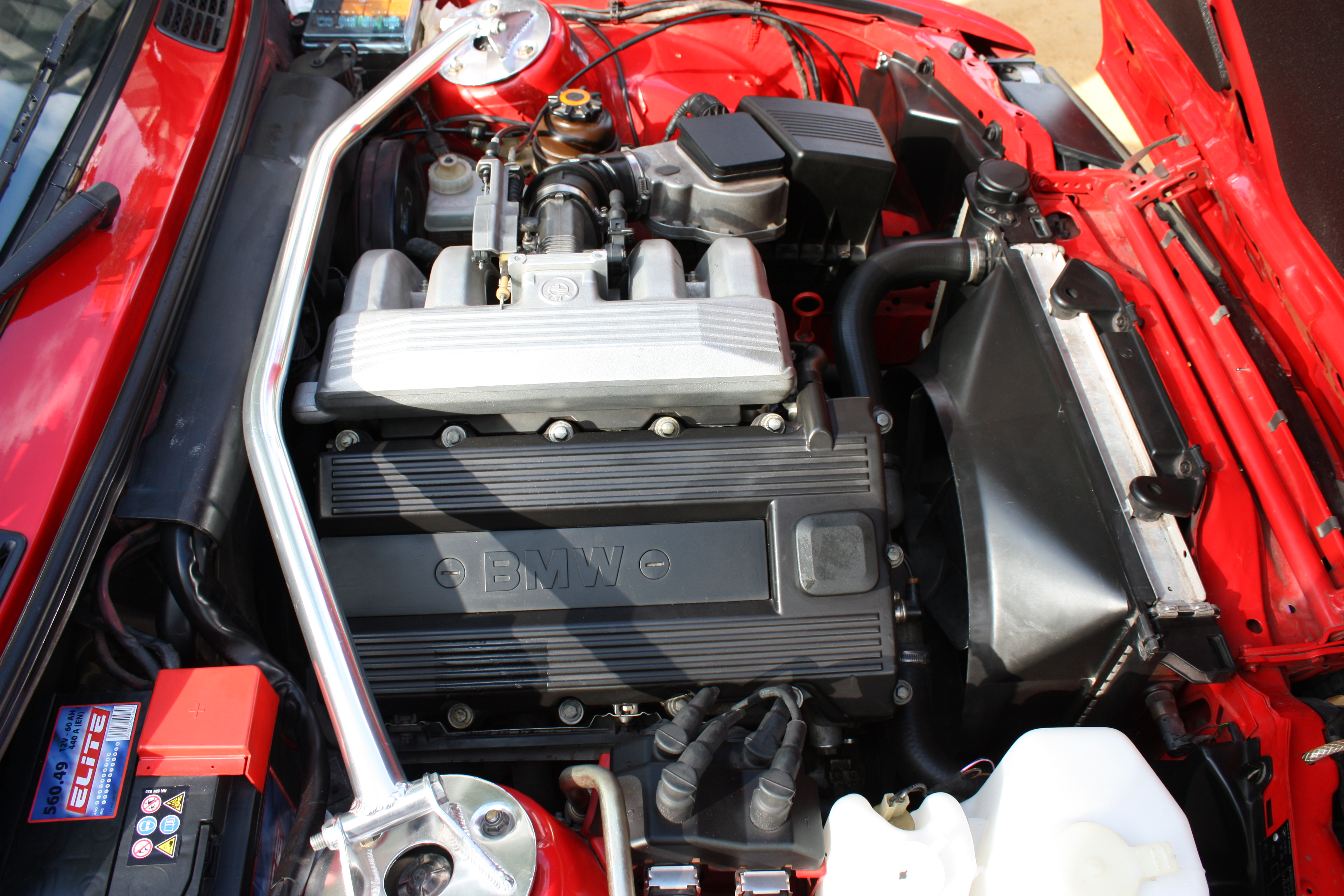
Motore M42 di una BMW 318is E30

Si tratta di fatto di un'evoluzione del 1.8 M40 introdotto due anni prima. Vengono quindi mantenuti gli ingombri e la cubatura, perciò la cilindrata rimane invariata a 1796 cm³ con alesaggio e corsa rispettivamente di 84 ed 81 mm.
La principale novità introdotta da questo nuovo propulsore stava nella distribuzione, che stavolta utilizzava quattro valvole per cilindro in luogo di due e due assi a camme in testa al posto di uno.
Si trattava del terzo propulsore BMW plurivalvole concepito per un utilizzo stradale e per applicazioni su modelli di serie: i primi due furono il 6 cilindri da 3.5 litri utilizzato sulla BMW M1 (ed in seguito anche sulla 635 CSi) e il quattro cilindri BMW S14 con le unità da 2.3 e 2.5 litri utilizzati sulle M3 E30 e quella da 2.0 della 320is.

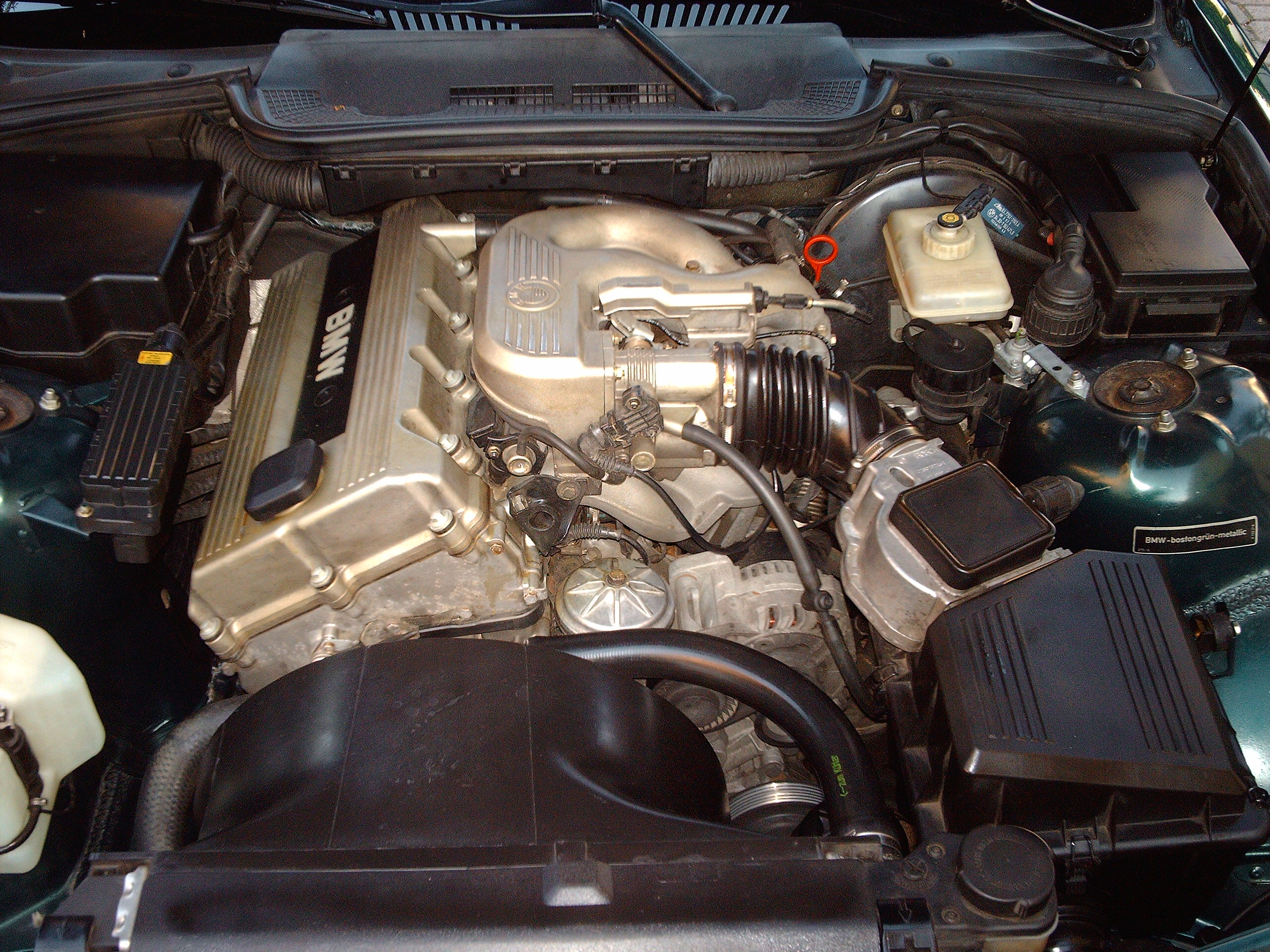
Motore BMW M42B18

La potenza massima salì così da 115 a 136 CV a 6000 giri/min, con un valore massimo di coppia motrice pari a 172 Nm a 4600 giri/min.
Così caratterizzato, tale propulsore venne utilizzato fino al 1991 sulle BMW 318is E30.
In questa nuova configurazione, questo motore fu montato fino nel 1991 su:
- BMW 318is E30 (1989-1991)

### M42B18
A partire dal 1992, con l'entrata in produzione della Serie 3 E36, tale propulsore venne leggermente rivisto e la sua potenza massima salì a 140 CV, sempre a 6000 giri/min, mentre il picco di coppia si portò a 175 N m a 4500 giri/min.
In questa nuova configurazione, questo motore fu montato fino al 1996 su:
- BMW 318ti E36 Compact (1994-96);
- BMW 318is E36 (1992-96)